# کیریل آلویان
کیریل اولگی آلویان (روسی: Кирилл Олегович Алоян؛ زادهٔ ۲۲ ژانویهٔ ۱۹۹۹ در سن پترزبورگ) بازیکن فوتبال در پست مدافع ارمنی‌تبار اهل روسیه است.

## باشگاهی
از باشگاه‌هایی که در آن بازی کرده‌است می‌توان به باشگاه فوتبال ینی‌سئی کراسنویارسک، باشگاه فوتبال آلاشکرت، و باشگاه فوتبال زنیت سن پترزبورگ اشاره کرد.